# François Missen
 (décembre 2019).
Si vous disposez d'ouvrages ou d'articles de référence ou si vous connaissez des sites web de qualité traitant du thème abordé ici, merci de compléter l'article en donnant les références utiles à sa vérifiabilité et en les liant à la section « Notes et références ».
François Missen  (né Jean-François Elkouby), est né le 6 mars 1933 à Oran, est un journaliste d'investigation, reporter et auteur français. Il est le seul journaliste au monde à être récipiendaire à la fois du prix Pulitzer (en collectif) et du prix Albert-Londres (en 1974),.

## Biographie
Toute sa carrière il a mis l'accent sur le travail de terrain. Ancien correspondant de guerre au Vietnam, en Algérie et en Afghanistan, il explore les terrains cachés et a travaillé sur de nombreux gros dossiers comme la French connection, période où il a co-écrit deux livres sur ce sujet avec Marcel Morin : La planète blanche et Américan Connection.
Ou encore son immersion à Cuba où il a écrit Mémoires de Cuba.

## Publications
- La Nuit afghane, Le Pré aux Clercs, 1983  (ISBN 978-2714415813)
- Cuba, Nathan Nature, 1999  (ISBN 978-2092609392)
- Martinique, Nathan Nature, 2002  (ISBN 978-2092610367)
- Le Réseau Carlyle : Banquier des guerres américaines, Flammarion, 2004  (ISBN 978-2080686657)
- Potomac, coécrit avec Jean-Pierre Bastid, Lattès, 2004  (ISBN 978-2709624541)
- Marseille Connection, 2013, L'Archipel  (ISBN 978-2809810509)

## Honneur
L'astéroïde (667294) Missen porte son nom.